# Jošt
Jošt je moško osebno ime.

## Izvor imena
Jošt izhaja verjetno iz nemškega imena Jobst oziroma Jost, le to pa je skrajšano iz latinskega imena Jodocus, katerega razlagajo iz grške besede ιoδoκoς (iodokos) v pomenu »puščice hraneč, poln puščic«. Nekateri raziskovalci pa ime izpeljujejo iz keltskega Jodocus v pomenu »bojevnik« . Najverjetneje pa  ime Jošt izhaja iz latinskega imena Just (lat. Justus) z nekdanjim  pomenom »pravični«.

## Različice imena
- ženska različica imena: Jošta

## Tujejezikovne različice imena
- pri Angležih: Jodocus, Joist, Joyce
- pri Francozih: Josse
- pri Nemcih: Jodok, Jobst, Johs, Jos, Jost, Joos, Joost
- pri Nizozemcih: Joost, Joos?
- pri Poljakih: Jodok

## Pogostost imena
Po podatkih Statističnega urada Republike Slovenije je bilo na dan 31. decembra 2007 v Sloveniji število moških oseb z imenom Jošt: 420.

## Osebni praznik
V koledarju je ime Jošt zapisano: 17. maja (Jošt, opat) in 13. decembra (Jošt, puščavnik in svetnik, † 13. dec. 670).

## Priimki nastali iz imena
Iz imena Jošt je nastal priimek Jošt, redkejši pa so priimki Jost, Jostl in Joštl.

## Zanimivost
Sv. Jošt je od 9. stol. zelo čaščen v nemških deželah. Velja za zaščitnika romarjev, mornarjev in žetve ter zaščitnika proti kugi, mrzlici in neurjem.